# 細フィラメント高温測定法

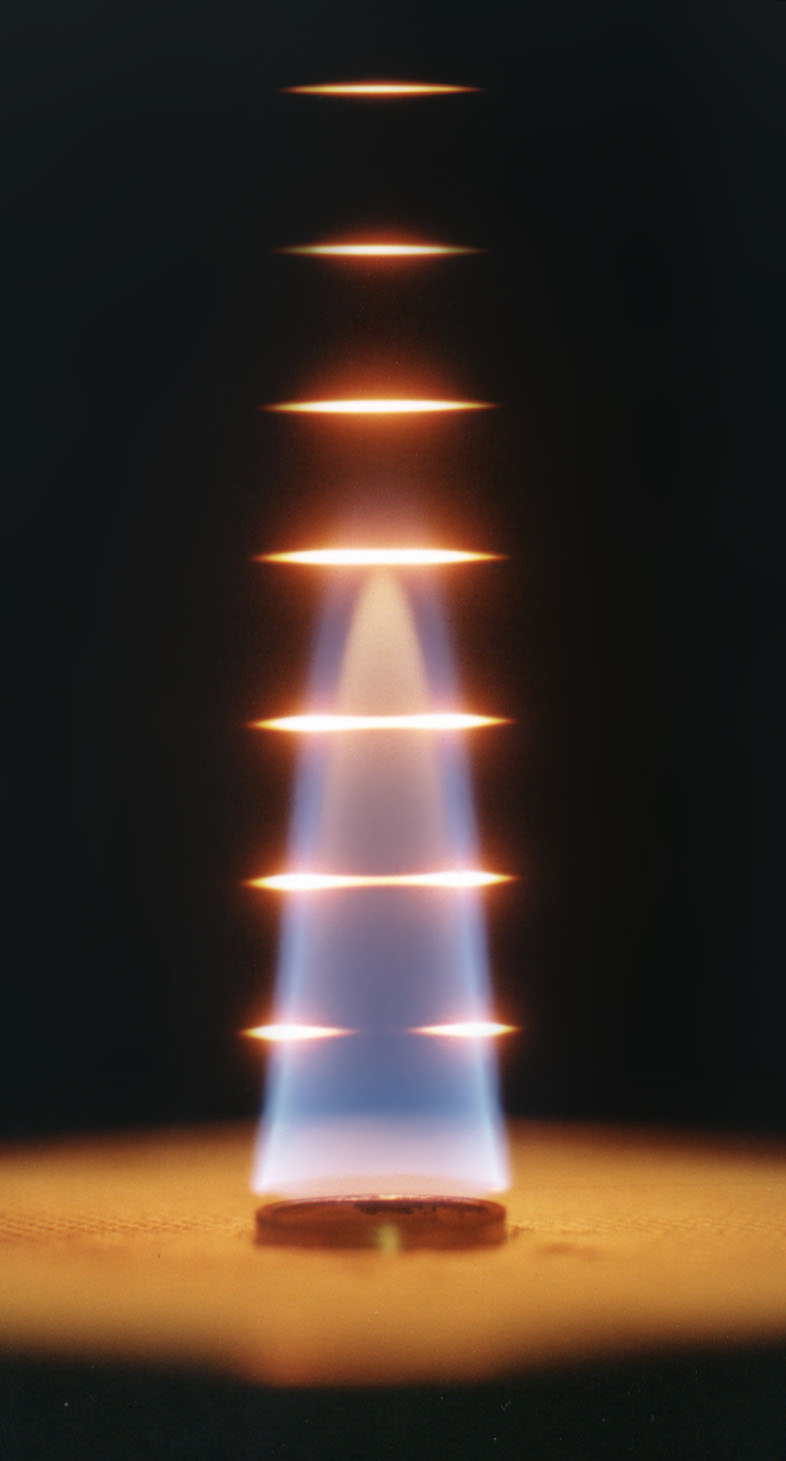
メタンの炎で実施したTFPの画像。フィラメント間隔は約10mm

細フィラメント高温測定法（さいフィラメントこうおんそくていほう、英:Thin Filament Pyrometry、略称:TFP） は、光学的手法を用いた温度測定法である。高温のガス流体の中に細いフィラメント（繊維）を置いて測定する。フィラメントは、15μｍ径の炭化ケイ素（シリコンカーバイド、SiC）繊維が用いられる。測定可能温度範囲は、およそ800-2500Kである。

## 歴史
(Vilimpoc & Goss 1989)によって初めて用いられた。近年のTFPを用いた論文としては、(Maun et at. 2007)の執筆がある。

## 技術概要
典型的なTFP装置は、炎やその他の高温ガス流、そしてフィラメントとカメラからなる。
黒体放射（黒体輻射）によって放出される光のスペクトルが温度によって変化することを利用し、その物体の温度を非接触で観察・測定するパイロメーターを用いた手法である。

## 利点
TFPにはいくつかの利点があり、同時にいくつかの線（フィラメント）に沿って信頼性のある温度情報が得られる。他の多くの高温測定法では、気体相の温度について測定することはできない。

## 欠点
校正が必要である。校正は熱電対と用いて行うのが一般的である。熱電対とSiCフィラメントの両方について、プローブ温度から想定されるガス温度によって校正を行うことが必要である。また、フィラメントはもろく、炎中に約1時間さらされると破断することが多い。

## 応用例
基本的に、燃焼や炎に関する研究に主に応用される。